# Пашко Олександр Іванович
Олекса́ндр Іва́нович Пашко́ (15 червня 1982 — 9 серпня 2015) — старшина Збройних сил України, учасник російсько-української війни.

## Життєпис
Народився 1982 року в селі Смоліне Кіровоградської області, закінчив Маловисківське ПТУ № 16. Після служби в армії з 2002 року та до мобілізації працював на Смолінській шахті ДП «Східний ГЗК» — спочатку прохідником, по тому кріпильником дільниці № 7. Грав в аматорській футбольній команді «Шахтар» — був нападником і капітаном команди.
В часі війни — старшина 9-ї роти 24-ї окремої механізованої бригади.
Загинув 9 серпня 2015-го від смертельного кульового поранення під час обстрілу терористами блокпосту ЗСУ в селі Кримське Новоайдарського району.
Похований в смт Смоліне Маловисківськиого району.
Без Олександра лишилися батьки, молодший брат (котрий також захищав Батьківщину на фронті), дружина, двоє неповнолітніх синів.

## Нагороди та вшанування
За особисту мужність, сумлінне та бездоганне служіння Українському народові, зразкове виконання військового обов'язку відзначений — нагороджений
- орденом «За мужність» ІІІ ступеня (16.1.2016, посмертно)[1]